# Hydrelia
Hydrelia là một chi bướm đêm thuộc họ Geometridae.

## Các loài
- Hydrelia adesma Prout, 1930
- Hydrelia albifera (Walker, 1866)
- Hydrelia brunneifasciata (Packard, 1876)
- Hydrelia condensata (Walker, 1862)
- Hydrelia flammeolaria (Hufnagel, 1767)
- Hydrelia gracilipennis Inoue, 1982
- Hydrelia inornata (Hulst, 1896)
- Hydrelia musculata Staudinger, 1897
- Hydrelia nisaria Christoph, 1881
- Hydrelia parvulata Staudinger, 1897
- Hydrelia shioyana Matsumura, 1927
- Hydrelia sylvata (Denis & Schiffermüller, 1775)
- Hydrelia tenera Staudinger, 1897
- Hydrelia terraenovae Krogerus, 1954

## Hình ảnh

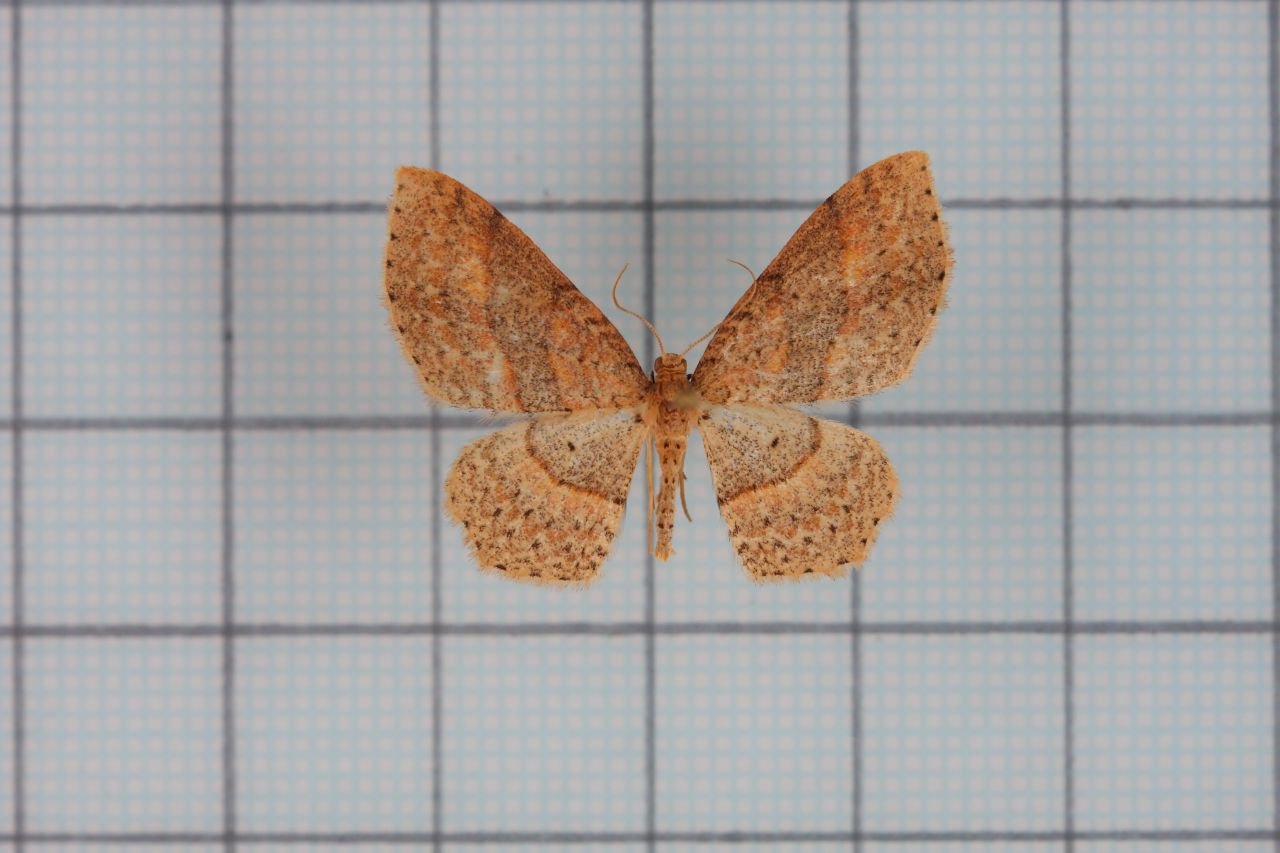
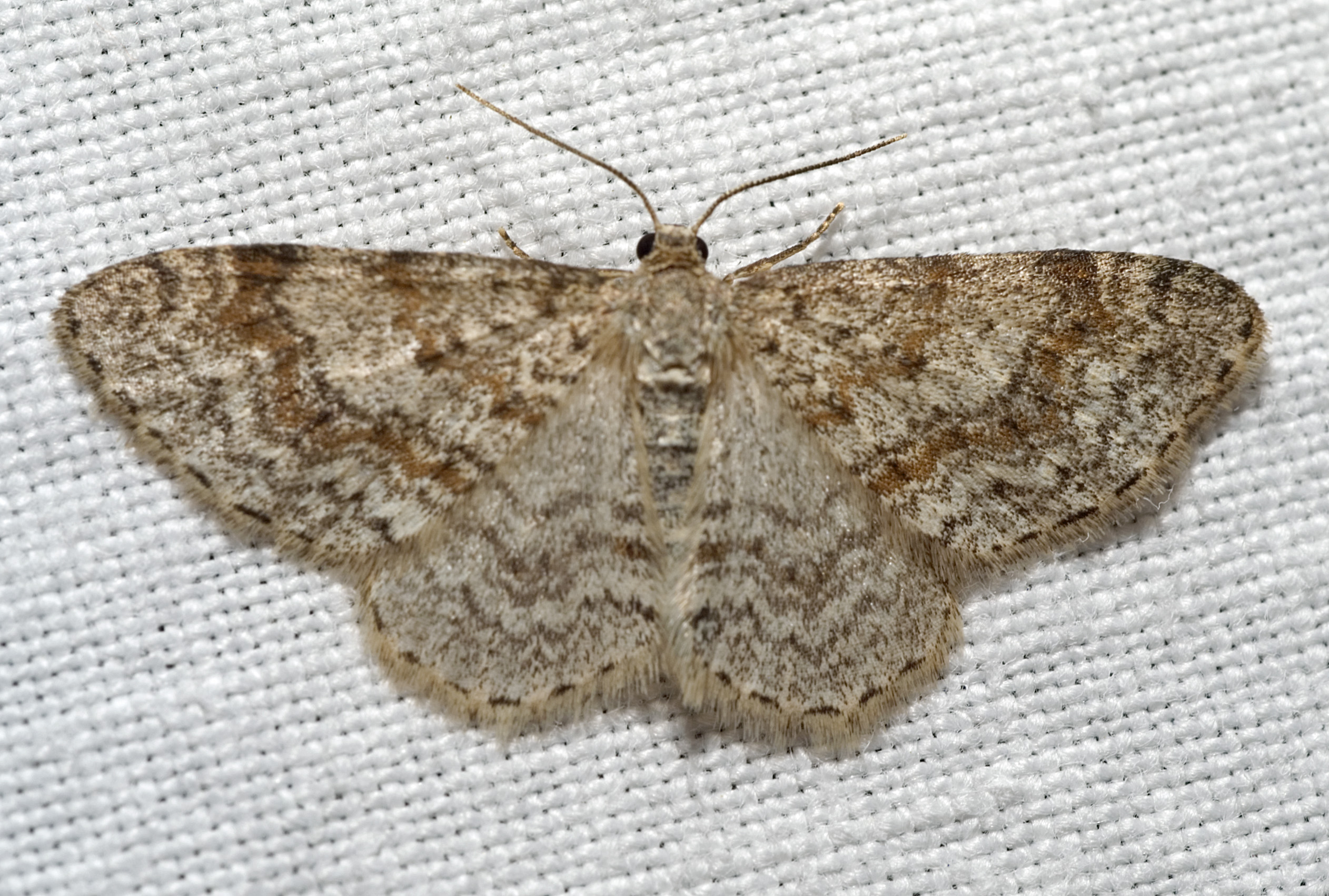
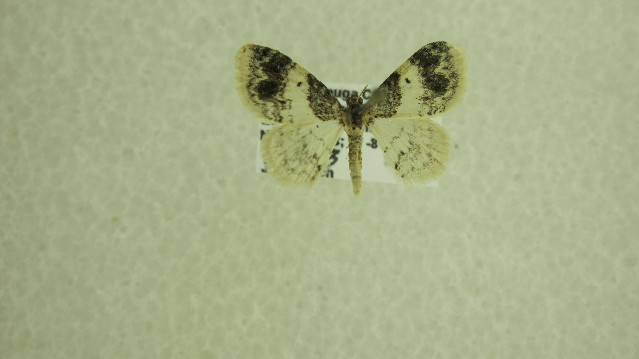

- Tập tin:Tập